# Ozimek (gemeente)
De gemeente Ozimek is een stad- en landgemeente in het Poolse woiwodschap Opole, in powiat Opolski (Silezië).
De zetel van de gemeente is in Ozimek.
Op 30 juni 2004 telde de gemeente 21 148 inwoners.

## Oppervlakte gegevens
In 2002 bedroeg de totale oppervlakte van gemeente Ozimek 126,5 km², waarvan:
- agrarisch gebied: 31%
- bossen: 58%

De gemeente beslaat 7,97% van de totale oppervlakte van de powiat.
Tijdens de Tweede Wereldoorlog was er een Duits dwangarbeiderskamp.

## Demografie
Stand op 30 juni 2004:
| Omschrijving                   | Totaal | Totaal | Vrouwen | Vrouwen | Mannen | Mannen |
| ------------------------------ | ------ | ------ | ------- | ------- | ------ | ------ |
| eenheid                        | aantal | %      | aantal  | %       | aantal | %      |
| inwoners                       | 21 148 | 100    | 10 767  | 50,9    | 10 381 | 49,1   |
| bevolkingsdichtheid (inw./km²) | 167,2  | 167,2  | 85,1    | 85,1    | 82,1   | 82,1   |

In 2002 bedroeg het gemiddelde inkomen per inwoner 1072,33 zł.

## Administratieve plaatsen (sołectwo)
Antoniów, Biestrzynnik, Chobie, Dylaki, Grodziec, Krasiejów, Krzyżowa Dolina, Mnichów, Pustków, Schodnia, Szczedrzyk.

## Overige plaatsen
Jedlice, Nowa Schodnia.

## Aangrenzende gemeenten
Chrząstowice, Dobrodzień, Izbicko, Kolonowskie, Strzelce Opolskie, Turawa, Zębowice